# Макушинский, Корнель
Корнель Макушинский (пол. Kornel Makuszyński, 8 января 1884, Стрый (ныне Львовской области на Украине) — 31 июля 1953, Закопане Польша) — польский прозаик, поэт, фельетонист, театральный критик, публицист, член Польской Академии литературы.

## Биография

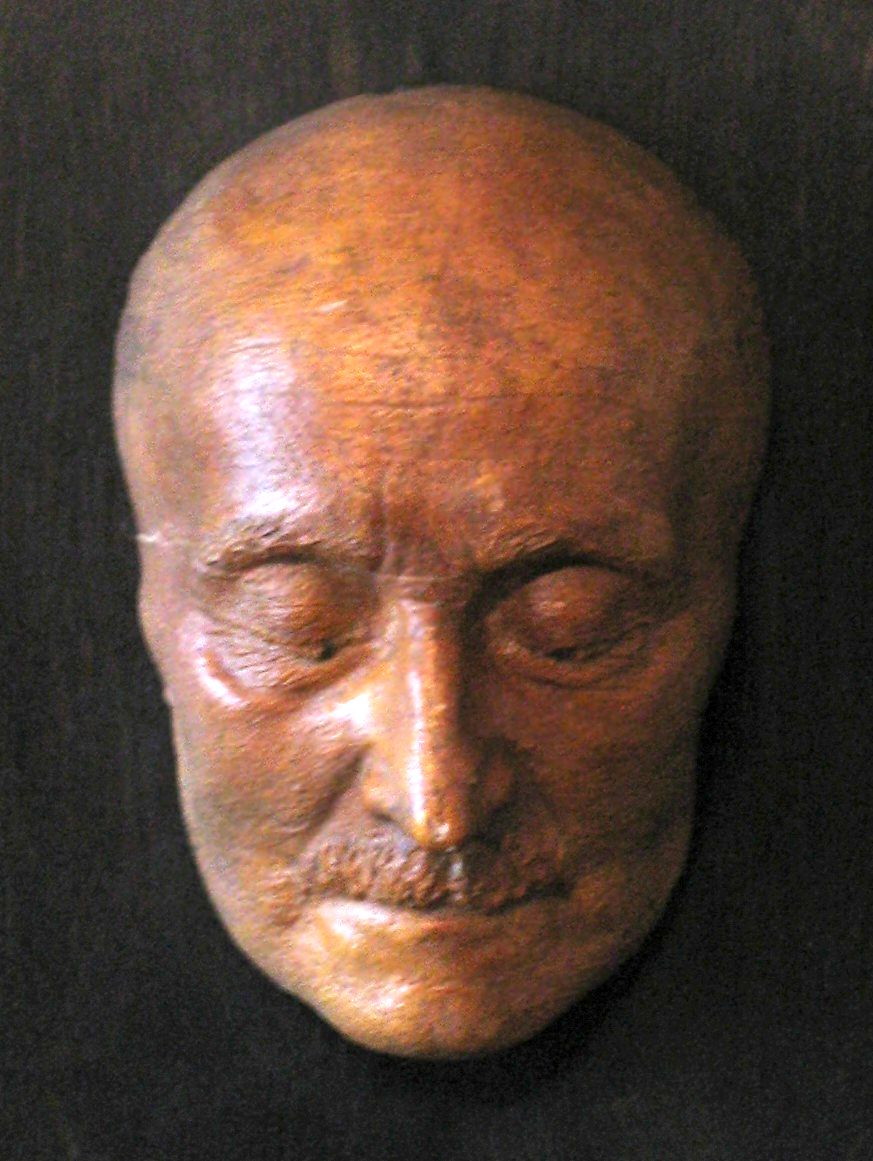
Посмертная маска Корнеля Макушинского

Корнель Макушинский родился в 1884 году в Стрые. Затем его семья переехала во Львов, где он поступил в гимназию, но вскоре был исключён из неё за написанное стихотворение, осуждающее священника, запрещавшего детям кататься на льду замëрзшего озера. Юноша вынужден был учиться в Перемышльской гимназии.
После её окончания, поступил на факультет польской литературы и романских языков львовского университета им. Яна Казимира. Затем продолжил образование в Сорбонне в Париже, где изучал французскую литературу. Путешествовал по Италии в компании будущих польских знаменитых литераторов Леопольда Стаффа, Яна Каспровича и Владислава Оркана. После окончания учёбы заведовал литературной частью Львовского городского театра.
Когда началась Первая мировая война Макушинский был отправлен вглубь России, но ему удалось задержаться в Киеве, где он начал работать в Польском театре. Сотрудничал с польским обществом писателей и журналистов, какое-то время он даже был его председателем. Вернулся в Польшу в 1918 г., несколько месяцев прожил во Львове, затем переехал в Варшаву.
Здесь в 30-х годах XX века начал писать произведения для детей и юношества, которые принесли Макушинскому большую популярность. Писатель также работал журналистом. Публиковал рецензии и фельетоны во всех популярных столичных довоенных газетах и журналах. Со временем стал одним из наиболее зна́чимых представителей общественно-культурной жизни Варшавы.
Литературная деятельность Макушинского была отмечена специалистами. Он стал членом Польской академии литературы, в 1926 г. получил литературную премию, затем золотую премию Академии — Wawrzyn Akademicki, стал почëтным гражданином города Закопане (проживал там с 1945). В 1938 году был награждëн Крестом командора ордена Возрождения Польши.
Во время бомбардировки Варшавы в 1939 г., а затем варшавского восстания дом, в котором проживал писатель был уничтожен. В огне погибла собранная им богатая коллекция произведений искусства и ценная библиотека. Макушинский с женой был отправлен в концлагерь
в Прушкув. После окончания войны в 1945 г. поселился в Закопане.
Корнель Макушинский не смог найти применение своим творческим силам в послевоенной Польше. В 1940-х годах им были написаны всего 2 новые книги. Много времени писатель посвятил общению и работе с детьми.
Скончался 31 июля 1953 года и был похоронен на Кладбище на Пенсковым Бжиску.

## Творчество
С 14 лет начал писать стихи. Их первым рецензентом был Леопольд Стафф. Первые публикации стихов состоялись в 1900 г. во львовском журнале «Słowo Polskie». С 1904 г. он был членом редколлегии этого журнала, печатал театральные рецензии.

## Избранная библиография
Автор произведений:
- Połów Gwiazd
- W kalejdoskopie (1910)
- Romantyczne historie (1910)
- Rzeczy wesołe (1910)
- Zabawa w szczęście (1911)

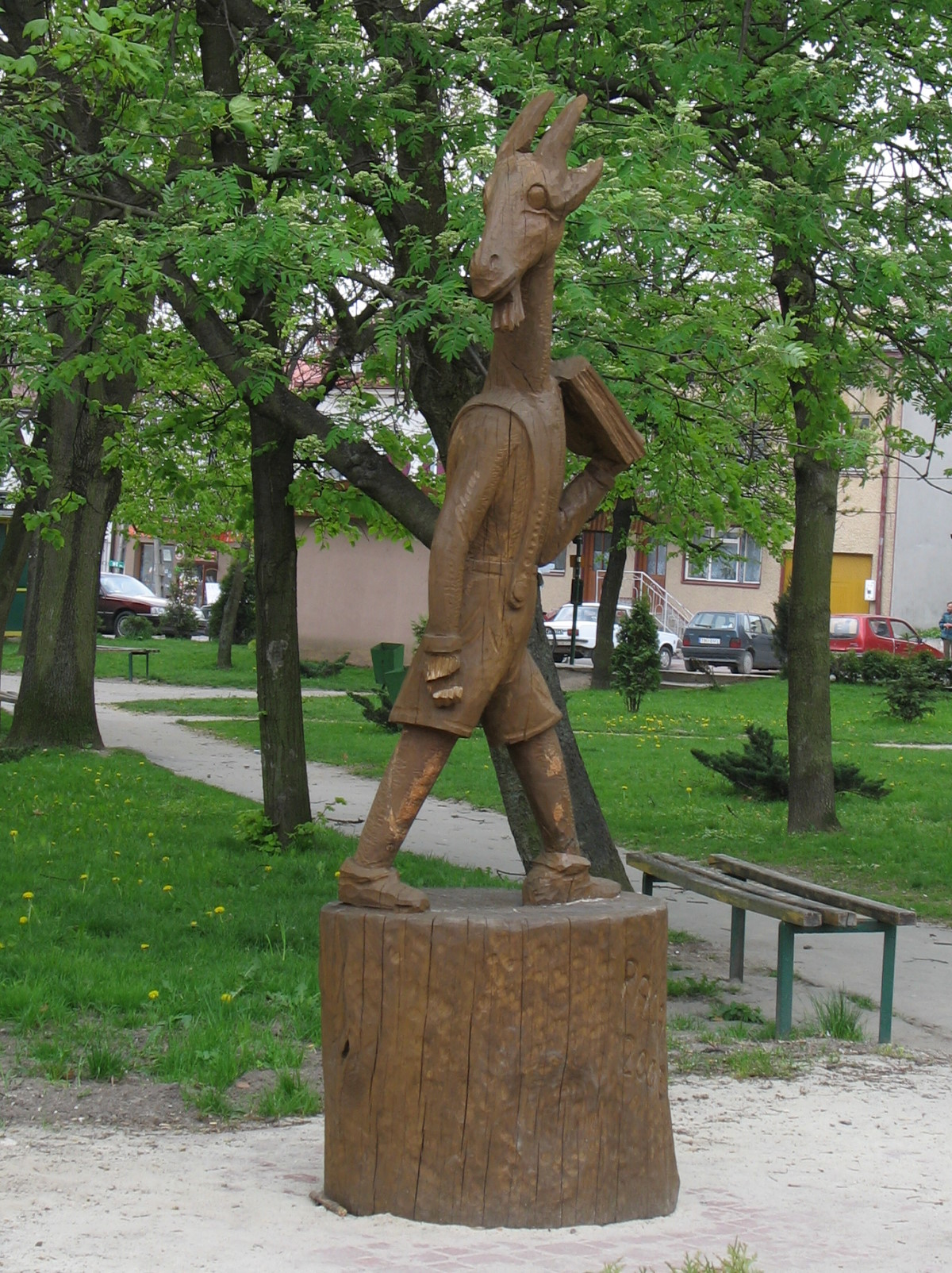
Памятник персонажу сказок К. Макушинского — Козлёнку Несмышлёнку (Koziołek Matołek) в Пацануве (Польша)

- Szewc Kopytko i kaczor Kwak (1912)
- Awantury arabskie (1913)
- Straszliwe przygody (1914)
- Perły i wieprze (1915)
- Bardzo dziwne bajki (Bajka o królewnie Marysi, o czarnym łabędziu i o lodowej górze, Szewc Kopytko i kaczor Kwak, O tym jak krawiec Niteczka został królem, Dzielny Janek i jego pies) (1916)
- Po mlecznej drodze (1917)
- Piosenki żołnierskie (1919)
- Słońce w herbie (1919)
- Bezgrzeszne lata (1925)
- O dwóch takich, co ukradli księżyc — (экранизирован — фильм «О тех, кто украл Луну») (1928)
- Listy zebrane (1929)
- Przyjaciel wesołego diabła — (экранизирован) (1930)
- Panna z mokrą głową — (экранизирован) (1932)
- Skrzydlaty chłopiec (1933)
- Mały chłopiec (1933)
- Uśmiech Lwowa (1934)
- Wyprawa pod psem (1935)
- Wielka brama (1935)
- Złamany miecz (1936)
- Awantura o Basię (Скандал из-за Баси) — (экранизирован) (1937)
- Nowe bajki tego roku (1937)
- Szatan z siódmej klasy — (экранизирован — фильм «Сатана из седьмого класса) (1937)
- Za króla Piasta Polska wyrasta (1939)
- Kartki z kalendarza (1939)
- List z tamtego świata (1946)
- Szaleństwa panny Ewy (powieść napisana w 1940); na jej podstawie nakręcono film kinowy i serial telewizyjny (1957) и другие

### Публикации на русском языке
- Матушинский К., Валентынович М. 120 приключений Козлёнка Несмышлёнка / пер. с польск. Живов М. С.. — Краков: Литературное издательство, 1960. — 22 с.